# Atlantica Online
Atlantica Online é um jogo estilo MMORPG, baseado em turnos, desenvolvido pela NDOORS Corporation e distribuído no Brasil pela Ignited Games Inc e a partir de 26 de Janeiro de 2012 também pela Ongame.

## História
A População de Atlantica foi muito próspera depois da criação da substância chamada Oriharukon. Esperando aprender os segredos desse misterioso material, muitas outras civilizações imploraram para a população de Atlantica partilhar seus conhecimentos, mas eles recusaram, fechando suas portas para estrangeiros.
Contanto eles persistiram e os cidadãos de Atlantica foram destruídos. Eventuamente, a população de Atlantica esgotaram todas as fontes dos Quatro Cristais, a matéria-prima para se criar o Oriharukon. Sua sede pelos cristais conduziu a destruição das 4 Grandes Civilizações (Yellow River, Indus Valley, Mesopotâmia e o Egito), e levaram eles a um trajeto para conquistar o mundo e achar mais.
Mas a arrogancia e a ganancia da população de Atlantica a conduziria a sua derrota. Quando eles perderam o controle dos poderes mágicos gerados pelo Oriharukon, Atlantica desapareceu num piscar de olhos. Mas, restos de Oriharukon sobreviveram.

## Jogabilidade
Este jogo é baseado em turnos, lembrando muito o jogo Final Fantasy Tatics, assim como você controla não apenas seu personagem principal mas conforme seu personagem evolui e avança em níveis, você pode contratar mercenários, até 8, para te ajudarem na hora das batalhas. Esses mercenários evoluem, crescem e aprendem novas habilidades individualmente. Ou seja, seu personagem sempre estará evoluindo em seu ritmo, ao mesmo tempo que cada um dos seus mercenários evolui em um ritmo único. Cada um dos mercenários é uma personalidade única e possui atributos e habilidades assim como o personagem principal. Você pode ter um mini-excército de até 8 mercenários na equipe, mais você, ou seja 9 personagens. No total podem possuir mais de 8 mercenários, os sobressalentes ficam armazenados numa sala de mercenários, assim pode ter uma infinidade de opções para seu time.
Há a possibilidade de jogar contra monstros(pve) e jogadores(pvp), durante o dia no jogo há a realização de 2 ligas especiais para pvp, a liga livre e a liga do Coliseu.

## Personagens
No jogo existem os personagens principais, e os mercenários, que ainda é dividido em 4 classes sendo:

### Principais
- Espadachim
- Lanceiro
- Machado
- Atirador
- Arqueiro
- Canhoneiro
- Bastão
- Instrumento (Músico)
- Moto Serra (Maníaco) OBS: Para se criar um personagem principal da classe moto serra é preciso ter um outro personagem nível 100 ou mais

### Mercenários
| Nome                | Tipo      | lvl para Recrutar |
| Arqueira das Trevas | Distância | 100               |
| Arqueiro            | Distância | 1                 |
| Artilheiro          | Distância | 30                |
| Atirador            | Distância | 1                 |
| Bruxa               | Magia     | 51                |
| Canhoneiro          | Distância | 87                |
| Donzela Guerreira   | Briga     | 95                |
| Elementalista       | Magia     | 100               |
| Espadachim          | Briga     | 1                 |
| Espartano           | Briga     | 100               |
| Exorcista           | Briga     | 57                |
| Inventor            | Distância | 84                |
| Janízaro            | Distância | 96                |
| Lanceiro            | Briga     | 1                 |
| Monge               | Magia     | 18                |
| Oráculo             | Magia     | 76                |
| Princesa            | Magia     | 63                |
| Profeta             | Distância | 70                |
| Treinador de Feras  | Briga     | 44                |
| Viking              | Briga     | 20                |
| Viking do Norte     | Briga     | 100               |
| Xamã                | Magia     | 1                 |